# 高柏鎧
高柏鎧（直译：「布蘭登·史考特·吉爾貝克」，1996年12月9日—）為臺灣男子籃球運動員，場上位置為中鋒，現效力於台灣職業籃球大聯盟福爾摩沙夢想家。

## 高中生涯
吉爾貝克高中就讀位於威斯康辛州春綠村的River Valley High School。十二年級時場均可繳出17.4分、10.7個籃板以及3.9次阻攻。曾入選威斯康辛州第五級別全州榮譽獎，並以校史阻攻王身份從高中畢業。

## 大學生涯

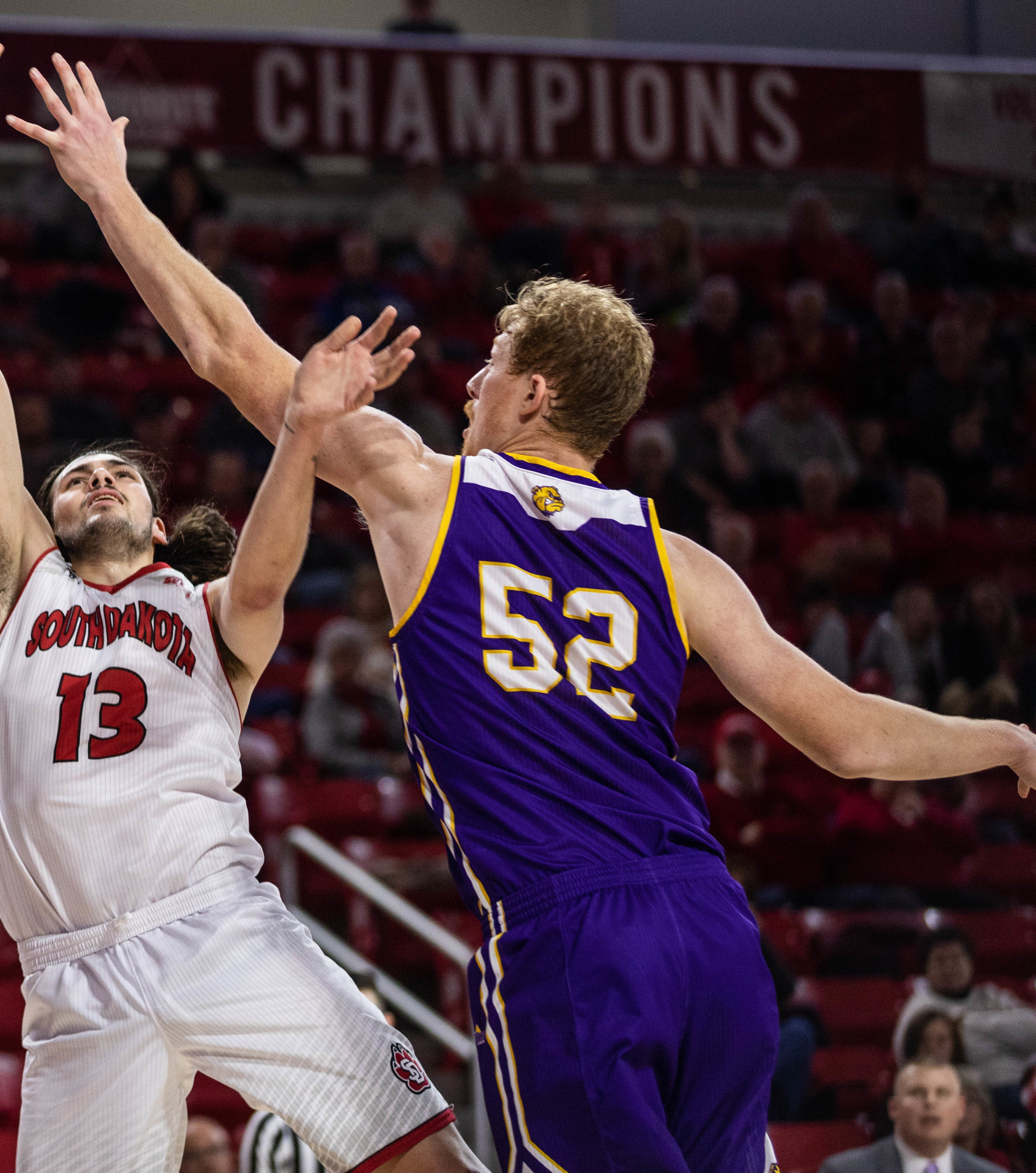
2019年的吉爾貝克（右）

大學進入西伊利諾大學，在大二時以85次阻攻創下隊史單季最高阻攻紀錄，並以場均3次阻攻排名NCAA第一级别第四名。大三時獲選為Summit League年度防守球員以及All-Summit League榮譽獎，也成為西伊利諾大學校史阻攻王。大三場均繳出10.8分、7.1個籃板與2.6次阻攻。大四場均3.42次阻攻收下NCAA第一級別阻攻王，並再次獲選Summit League年度防守球員與贏得第二座All-Summit League榮譽獎。

## 職業生涯
2019年8月，吉爾貝克與霍森斯IC簽署個人第一份職業合約。在賽季受到COVID-19疫情影響而夭折之前場均攻下9.4分、6.7個籃板以及領先全聯賽的2.9次阻攻。2020年7月，吉爾貝克與拉蒂納簽約。
2021年6月，吉爾貝克與加拿大菁英籃球聯賽弗雷澤河谷強盜簽約。最終以場均7.7籃板、2.8阻攻獲選了加拿大菁英籃球聯賽阻攻王與年度防守球員。9月8月，吉爾貝克加盟P. LEAGUE+福爾摩沙台新夢想家。賽季以場均3次阻攻收下阻攻王獎座。
2022年7月6日，吉爾貝克重返弗雷澤河谷強盜。7月22日，福爾摩沙台新夢想家宣布與吉爾貝克完成續約。
2023年8月15日，福爾摩沙台新夢想家宣布吉爾貝克回歸球隊。
2024年8月2日，福爾摩沙夢想家宣布與吉爾貝克完成續約，新賽季中文登錄名使用「高柏鎧」。2024-25賽季高柏鎧以場均3.2阻攻的表現拿下阻攻王，並獲選年度防守球員、年度防守第一隊與年度第二隊。
2025年7月16日，福爾摩沙夢想家宣布與高柏鎧完成續約。

## 國家隊生涯
2024年7月1日，吉爾貝克與中華民國籃球協會簽下1+1年歸化合約，歸化程序尚在處理中；母隊福爾摩沙夢想家董事陳立宗表示吉爾貝克的中文名為「高柏鎧」。9月16日，中華民國內政部通過高柏鎧的歸化申請。11月1日，高柏鎧經FIBA確定可代表中華臺北參加國際賽事。2025年7月31日，高柏鎧入選中華男籃參加2025年亞洲盃籃球賽。

## 生涯數據

### P. LEAGUE+

#### 例行賽
| 賽季    | 球隊               | GP | MPG   | 2P%   | 3P%   | FT%   | RPG   | APG  | SPG  | BPG  | PPG   |
| ------- | ------------------ | -- | ----- | ----- | ----- | ----- | ----- | ---- | ---- | ---- | ----- |
| 2021–22 | 福爾摩沙台新夢想家 | 22 | 25:39 | 55.67 | 33.33 | 63.64 | 10.27 | 0.64 | 0.59 | 3    | 12.18 |
| 2022–23 | 福爾摩沙台新夢想家 | 37 | 30:31 | 56.04 | 21.43 | 59.55 | 12    | 0.76 | 1.14 | 2.95 | 17.08 |

#### 季後賽
| 賽季    | 球隊               | GP | MPG   | 2P%   | 3P% | FT%   | RPG   | APG  | SPG  | BPG  | PPG   |
| ------- | ------------------ | -- | ----- | ----- | --- | ----- | ----- | ---- | ---- | ---- | ----- |
| 2021–22 | 福爾摩沙台新夢想家 | 4  | 33:25 | 62.5  | 0   | 50    | 15.75 | 1.5  | 0.25 | 3.75 | 18.5  |
| 2022–23 | 福爾摩沙台新夢想家 | 4  | 32:06 | 51.92 | 0   | 59.52 | 11.5  | 1.25 | 1.25 | 2.75 | 19.75 |

## 外部連結
- 高柏鎧的Instagram帳戶
- 高柏鎧的Facebook專頁
- 高柏鎧的X（前Twitter）
- 高柏鎧在fiba.basketball（英语）
- 高柏鎧在fiba3x3.com（英语）
- 高柏鎧在P. LEAGUE+官網
- 高柏鎧在台灣職業籃球大聯盟官網
- 高柏鎧在Sports-Reference.com（NCAA）（英语）
- 高柏鎧在Eurobasket.com（球員）（英语）
- 高柏鎧在Proballers（英语）
- 高柏鎧在RealGM（球員）（英语）
- 高柏鎧在Flashscore（英语）
- . Vancouver Bandits Professional Basketball Team.   [2024-08-23].